# Rymill-Küste
Koordinaten: 71° S, 68° W
Die Rymill-Küste ist ein Küstenabschnitt im Westen der Antarktischen Halbinsel, der zwischen dem Kap Jeremy und den Buttress-Nunatakkern im Palmerland liegt. Im Osten und Norden schließt sich die Fallières-Küste an, und im Süden und Westen die English-Küste.
Teile der Küste wurden vom US-amerikanischen Polarforscher Lincoln Ellsworth bei einem Überflug am 23. November 1935 fotografiert. Weitere Luftaufnahmen und erste geodätische Vermessungen folgten bei der British Graham Land Expedition (1934–1937) zwischen Oktober und November 1936. Weitergehende Vermessungen nahmen 1940 Wissenschaftler der United States Antarctic Service Expedition (1939–1941) und der Falkland Islands Dependencies Survey (1948–1950) vor. Auch während der Ronne Antarctic Research Expedition (1947–1948) im Jahr 1947 sowie durch die United States Navy im Jahr 1966 wurden Luftaufnahmen von der Küste angefertigt. Das UK Antarctic Place-Names Committee benannte sie 1985 nach dem australischen Polarforscher John Rymill (1905–1968), der die britische Grahamland-Expedition geleitet hatte.